# Alan Oakes
Alan Arthur Oakes (Winsford, 7 september 1942) is een Engels voormalig voetballer die doorgaans dienstdeed als middenvelder. Hij speelde 680 competitie-, beker-, Europacup- en supercupwedstrijden voor Manchester City en is daarmee recordhouder bij deze club. Oakes maakte deel uit van het Manchester City dat de Europacup II van 1970 won en werd in 1967/68 landskampioen met de club. Oakes is de vader van voormalig Aston Villa- en Wolverhampton Wanderers-doelman Michael Oakes, oom van Chris Blackburn en neef van Glyn Pardoe, die ook alle drie profvoetbal speelden.
Oakes sloot zich in 1958 als vijftienjarige aan bij Manchester City en werd een jaar later prof. Toen hij de club na zeventien seizoenen verliet, werd hij speler-manager bij Chester. Hiervoor speelde hij in de volgende zes seizoenen nog 246 wedstrijden in de Third Division en de bekertoernooien. Een competitiewedstrijd bij Port Vale op zijn 41e bracht zijn totaal op 776 wedstrijden in de Football League, waarmee hij op de zevende plaats aller tijden staat.

## Erelijst
| Europacup II            | 1x | 1969/70          |
| Kampioen First Division | 1x | 1967/68          |
| Second Division         | 1x | 1965/66          |
| FA Cup                  | 1x | 1968/69          |
| League Cup              | 2x | 1969/70, 1975/76 |
| FA Community Shield     | 2x | 1968, 1972       |